# Cure Bowl
Le Cure Bowl est un match de football américain de niveau universitaire se jouant après la saison régulière en décembre de chaque année.
Son nom a été choisi pour promouvoir et sensibiliser à la recherche contre le cancer du sein, les bénéfices de l'évènement étant destinés à la Breast Cancer Research Foundation. 
Le 24 octobre 2014, la société AutoNation devient le premier sponsor du nom du bowl qui est officiellement dénommé l'AutoNation Cure Bowl.
La première édition se déroule le 19 décembre 2015 et est télévisée au niveau national par CBS Sports Network.
Le match met en présence une équipe issue de la Moutain West Conference et de la Sun Belt Conference et se déroule pendant les quatre premières années au Camping World Stadium (ex Citrus Bowl) situé dans le centre-ville d'Orlando en Floride aux États-Unis. Ce stade accueillait ainsi son troisième bowl universitaire puisque les Russell Athletic Bowl et Citrus Bowl s'y déroulaient déjà. Pour la cinquième édition, le match est déplacé et organisé au Exploria Stadium toujours dans la même ville. En décembre 2019, la société FBC Mortgage devient le nouveau sponsor du nom, le bowl devenant officiellement le FBC Mortgage Cure Bowl.

## Histoire - Logos

Logo de l'édition 2015.
Logo de 2016 à 2018.
Logo de 2019 à 2020.
Logo en 2021
Logo 2022.
Logo 2023.

À l'automne 2007, le football américain de niveau universitaire à Orlando a connu un regain de soutien notamment à la suite de la construction sur le campus de l'université du Centre de la Floride, d'un tout nouveau stade, le Bright House Networks Stadium.
L'enthousiasme ressenti au sein de la communauté a poussé un groupe de dirigeants et de philanthropes issus de la région d'Orlando (et dont beaucoup étaient des anciens de cette université) à organiser un nouveau bowl universitaire à Orlando. Pour rendre l'événement différent, ils décident de directement l'associer à une cause caritative. Pour ce faire, il a été décidé que la cause serait incorporée dans le titre de l'événement, permettant ainsi aux spectateurs de savoir à quelle cause les bénéfices seraient reversés. 
L' AutoNation Cure Bowl  est ainsi créé et la première édition a lieu en 2015. Le match met en présence une équipe issue de l'AAC et de la Sun Belt. Néanmoins, plutôt que de jouer au Bright House Networks Stadium les organisateurs décident de faire jouer le match au Camping World Stadium (anciennement dénommé le Citrus Bowl) récemment rénové et situé au centre-ville d'Orlando. Pour les 5e et 6e édition du bowl, le match se joue au Exploria Stadium toujours à Orlando et le sponsoring du nom ayant changé, le bowl est rebaptisé le FBC Mortgage Cure Bowl,. Le 2 décembre 2021, c'est la société Tailgreeter spécialisée dans le marché numérique  qui devient le sponsor du bowl et le rebaptise Tailgreeter Cure Bowl.

## Palmarès
| Dates            | Vainqueurs                                                        | Scores                                                            | Perdants                                                          | Assistances | Conférences     | Notes     |
| ---------------- | ----------------------------------------------------------------- | ----------------------------------------------------------------- | ----------------------------------------------------------------- | ----------- | --------------- | --------- |
| 19 décembre 2015 | Spartans de San Jose State (5-7)                                  | 27 - 16                                                           | Panthers de Georgia State (6-6)                                   | 18 536      | MWC - Sun Belt  | Note      |
| 17 décembre 2016 | Red Wolves d'Arkansas State (7–5)                                 | 31 - 13                                                           | Knights de l'UCF (6–6)                                            | 27 213      | Sun Belt - MWC  | Note      |
| 16 décembre 2017 | Panthers de Georgia State (6-5)                                   | 27 - 17                                                           | Hilltoppers de Western Kentucky (6-6)                             | 19 585      | Sun Belt - CUSA | Note      |
| 15 décembre 2018 | Green Wave de Tulane (6-6)                                        | 41 - 24                                                           | Ragin' Cajuns de Louisiana (7-6)                                  | 19 066      | AAC - Sun Belt  | Note      |
| 21 décembre 2019 | Flames de Liberty (7-5)                                           | 23 - 16                                                           | Eagles de Georgia Southern (7-5)                                  | 18 158      | Ind. - Sun Belt | Note      |
| 26 décembre 2020 | Flames de Liberty (9-1)                                           | 37 - 34                                                           | Chanticleers de Coastal Carolina (11-0)                           | 4 488       | Ind. - Sun Belt | Note      |
| 17 décembre 2021 | Chanticleers de Coastal Carolina (10-2)                           | 47 - 41                                                           | Huskies de Northern Illinois (9-4)                                | 9 784       | Sun Belt - MAC  | Note (en) |
| 16 décembre 2022 | #24 Trojans de Troy (11-2)                                        | 18 - 12                                                           | #25 Roadrunners de l'UTSA (11-2)                                  | 11 911      | Sun Belt- CUSA  | Note      |
| 16 décembre 2023 | Mountaineers d'Appalachian State (9-4)                            | 13 - 09                                                           | Redhawks de Miami (OH) (11-2)                                     | 11 121      | MAC - Sun Belt  | Note (en) |
| 20 décembre 2024 | Bobcats de l'Ohio (10-3) vs Gamecocks de Jacksonville State (9-4) | Bobcats de l'Ohio (10-3) vs Gamecocks de Jacksonville State (9-4) | Bobcats de l'Ohio (10-3) vs Gamecocks de Jacksonville State (9-4) |             | MAC - CUSA      | Note      |

## Meilleurs joueurs du Bowl (MVPs)
| Saisons        | Joueurs             | Postes | Équipes           |
| -------------- | ------------------- | ------ | ----------------- |
| Cure Bowl 2015 | Kenny Potter        | QB     | San Jose State    |
| Cure Bowl 2016 | Kendall Sanders     | WR     | Arkansas State    |
| Cure Bowl 2017 | Conner Manning      | QB     | Georgia State     |
| Cure Bowl 2018 | Darius Bradwell     | RB     | Tulane            |
| Cure Bowl 2019 | Jessie Lemonier     | DE     | Liberty           |
| Cure Bowl 2020 | Malik Willis        | QB     | Liberty           |
| Cure Bowl 2021 | Grayson McCall (en) | QB     | Coastal Carolina  |
| Cure Bowl 2022 | KJ Robertson        | LB     | Troy              |
| Cure Bowl 2023 | Anderson Castle     | RB     | Appalachian State |
| Cure Bowl 2024 |                     |        |                   |

## Statistiques par Conférences
| Rangs | Conférences | Gagnés | Perdus | %    |
| ----- | ----------- | ------ | ------ | ---- |
| 1     | Ind.        | 2      | 0      | 100  |
| 2     | Sun Belt    | 4      | 5      | 43,5 |
| 3     | MWC         | 1      | 1      | 50,0 |
| 4     | AAC         | 1      | 0      | 100  |
| 5     | C-USA       | 0      | 2      | 0,0  |
| 5     | MAC         | 1      | 1      | 50,0 |

## Statistiques par Équipes
| Rangs | Équipes           | Participations | Gagnés | Perdus | %   |
| ----- | ----------------- | -------------- | ------ | ------ | --- |
| 1     | Liberty           | 2              | 2      | 0      | 100 |
| 2     | Georgia State     | 2              | 1      | 1      | 50  |
| 2     | Coastal Carolina  | 2              | 1      | 1      | 0   |
| 3     | Appalachian State | 1              | 1      | 0      | 100 |
| 3     | Arkansas State    | 1              | 1      | 0      | 100 |
| 3     | San Jose State    | 1              | 1      | 0      | 100 |
| 3     | Troy              | 1              | 1      | 0      | 100 |
| 3     | Tulane            | 1              | 1      | 0      | 100 |
| 6     | UCF               | 1              | 0      | 1      | 0   |
| 6     | Georgia Southern  | 1              | 0      | 1      | 0   |
| 6     | Miami (OH)        | 1              | 0      | 1      | 0   |
| 6     | Northern Illinois | 1              | 0      | 1      | 0   |
| 6     | Louisiana         | 1              | 0      | 1      | 0   |
| 6     | UTSA              | 1              | 0      | 1      | 0   |
| 6     | Western Kentucky  | 1              | 0      | 1      | 0   |